# Папков, Сергей Сергеевич
Сергей Сергеевич Папков (Попков) (1909—1963) — советский футболист, нападающий. Мастер спорта СССР (1946).

## Биография
В 1936 году выступал в группе «Б» за московский «Серп и Молот». В 1938—1940 годах в чемпионате за команду, переименованную в «Металлург», провёл 57 матчей, забил 9 голов.
В аннулированных играх 1941 в составе «Трактора» Сталинград сыграл 9 матчей, забил один гол.
В 1945—1947 годах за «Трактор» провёл 56 матчей, забил 10 голов.
В 1949—1950 годах был в команде КФК «Металлург» Сталинград.